# Okrugli Vrh
Okrugli Vrh is een plaats in de gemeente Sveti Juraj na Bregu in de Kroatische provincie Međimurje. De plaats telt 396 inwoners (2001).